# Arado Ar 240
Arado Ar 240 là một loại máy bay tiêm kích hạng nặng của Đức quốc xã, do hãng Arado Flugzeugwerke phát triển cho Luftwaffe trong Chiến tranh thế giới II.

## Biến thể
Ar 240 A-0
Ar 240B
Ar 240 C-1
Ar 240 C-2
Ar 240 C-3
Ar 240 C-4
Ar 440

## Tính năng kỹ chiến thuật (Ar 240 A-01)
Dữ liệu lấy từ 
Đặc tính tổng quan
- Kíp lái: 2
- Chiều dài: 12,81 m (42 ft 0 in)
- Sải cánh: 13,34 m (43 ft 9 in)
- Chiều cao: 3,95 m (13 ft 0 in)
- Diện tích cánh: 31,3 m2 (337 foot vuông)
- Trọng lượng rỗng: 6.200 kg (13.669 lb)
- Trọng lượng có tải: 9.450 kg (20.834 lb)
- Trọng lượng cất cánh tối đa: 10.297 kg (22.701 lb)
- Động cơ: 2 × Daimler-Benz DB 601E , 876 kW (1.175 hp) mỗi chiếc
- Cánh quạt: 3-lá constant speed metal propellers

Hiệu suất bay
- Vận tốc cực đại: 618 km/h (384 mph; 334 kn)
- Vận tốc hành trình: 555 km/h (345 mph; 300 kn)
- Tầm bay: 2.000 km (1.243 mi; 1.080 nmi)
- Trần bay: 10.500 m (34.449 ft)
- Vận tốc lên cao: 9,083 m/s (1.788,0 ft/min)

Vũ khí trang bị

- Súng: * 2 × Súng máy MG 17 7,92 mm (.312 in)
- 2 tháp súng với 2 × Súng máy MG 81 7,92 mm (.312 in)
- Bom: * 3.968 lb (1.800 kg) bom

## Bibliography
- Green, William. Warplanes of the Third Reich. London: Macdonald and Jane's Publishers Ltd., Fourth impression 1979, First edition 1970. ISBN 0-356-02382-6.
- Gunston, Bill. Jane's Fighting Aircraft of World War II. New York: Jane's Publishing/Random House, 1989, First edition 1945. ISBN 1-85170-493-0.
- Lang, Gerhard. Arado Ar 240 (Luftwaffe Profile Series No.8). Atglen, PA: Schiffer Military History, 1997. ISBN 0-88740-923-7.
- Smith, J.R. and Anthony L. Kay. German Aircraft of the Second World War. London: Putnam & Company Ltd., 1972. ISBN 0-370-00024-2.